# Javier Margas
Javier Margas, född 10 maj 1969 i Santiago, är en chilensk före detta professionell fotbollsspelare. Han började sin professionella fotbollskarriär i Colo-Colo 1990. Därefter spelade han i Club América (Mexiko), Universidad Católica (Chile) och West Ham (England).
Han kallades till Chile 63 gånger och gjorde 6 mål under matcherna. Han var också en del av det chilenska laget då man deltog i VM i Frankrike 1998. Margas är mest känd för sina många olika hårstilar. Den mest kända frisyren är då hans hår var färgad i den chilenska flaggans färger.